# Ole Lønsmann Poulsen
Ole Lønsmann Poulsen (født 14. maj 1945 i Kgs. Lyngby) er en dansk diplomat.

## Uddannelse og karriere
Lønsmann gik på Sorø Akademi. Han er uddannet som cand.jur. ved Københavns Universitet.
Ole Lønsmann Poulsen var under sine studier afdelingschef i Folkekirkens Nødhjælp og blev i 1973 ansat i Udenrigsministeriet. I 1976-77 var han rådgiver i Den asiatiske Udviklingsbank i Manila og i 1977-80 1. ambassadesekretær ved ambassaden i New Delhi. I 1980-83 varetog han stillingen som stedfortrædende eksekutivdirektør i Verdensbanken i Washington D.C. 
I 1985 blev han kontorchef i udenrigsministeriet og i 1988 afdelingschef. 1992-93 var Lønsmann Poulsen ambassadør i Wien (og sideakkrediteret til Slovenien og Bosnien), hvorefter han blev hjemkaldt til stillingen som udenrigsråd og chef for DANIDA. I perioden 1996 til 2010 besatte han ambassadørposter i henholdsvis London, Beijing (med sideakkreditering til Nordkorea og Mongoliet), Stockholm og Indien (med sideakkreditering til Sri Lanka, Bhutan og Maldiverne). Han fratrådte udenrigstjenesten i 2010.
I sin karriere har Ole Lønsmann Poulsen bl.a. været bestyrelsesformand for Scandinavian Seminar College, Nordic Development Fund og og UNIDO's styrelsesråd. Han har endvidere været dansk guvernør i Den Asiatiske Udviklingsbank, Den Interamerikanske Udviklingsbank og Den afrikanske Udviklingsbank samt stedfortrædende guvernør i Verdensbanken.
Efter sin fratræden i 2010 har han bl.a. været formand for bestyrelsen for Danske Internationale Studier og Instituttet for Menneskerettigheder.
Ole Lønsmann Poulsen har siden 1973 været gift med Zareen Lønsmann Poulsen, født Mehta.
- Lønsmann Poulsen præsenterer sine akkreditiver for Indiens præsident Abdul Kalam i 2006

## Hæder
- Kommandør af 1. grad af Dannebrog
- Storkorset af Victoriakorset (Storbritannien)
- Storkorset af Nordstjerneordenen (Sverige)
- Store Ærestegn med Skærf (Østrig)